# HD 26961
HD 26961 (b Persei) é uma estrela na direção da Perseus. Possui uma ascensão reta de 04h 18m 14.58s e uma declinação de +50° 17′ 44.3″. Sua magnitude aparente é igual a 4.60. Considerando sua distância de 318 anos-luz em relação à Terra, sua magnitude absoluta é igual a −0.25. Pertence à classe espectral A2V.